# アマルガム・コミックス
アマルガム・コミックス（Amalgam Comics）は、アメリカの二大漫画出版社であるDCコミックスとマーベル・コミックが協同で展開した、架空のアメリカン・コミック出版社である。
二大出版社によるクロスオーバーミニシリーズ『マーベル VS DC』と連続する形で、1996年と1997年にDCコミックスとマーベル・コミックから毎年それぞれ6冊ずつ、計24タイトルが発刊された（これに先立つ単発のクロスオーバー『グリーンランタン/シルバーサーファー：アンホーリー・アライアンス』(Green Lantern / Silver Surfer : Unholy Alliances)の最後のコマに、このクロスオーバーを予感させる描写が唐突に登場している）。
アマルガムとは、水銀と他の金属との合金の総称である。

## アマルガムユニバースの起源
DCユニバースとマーベルユニバース、それぞれの世界を象徴する超存在（「ブラザーズ」と呼称される）が永劫の忘却の後に各々の存在を認識したとき、ブラザーズは互いに唯一絶対の存在であろうとし、2つの世界は互いの存亡を賭けた戦いの場となった。
ブラザーズは互いのユニバースに存在するヒーローやヴィランを選び出し、一対一の対決をさせることを選んだ（勝利者の多い世界が生き残る）。は以下の通り（DC対マーベルの順に記載。太字は勝者）。
| DC                                | マーベル                   | 勝者     | 備考       |
| --------------------------------- | -------------------------- | -------- | ---------- |
| スーパーマン                      | ハルク                     | DC       |            |
| バットマン                        | キャプテン・アメリカ       | DC       |            |
| ロボ                              | ウルヴァリン（X-メン）     | マーベル |            |
| ロビン                            | ジュビリー（X-メン）       | DC       |            |
| アクアマン                        | ネイモア・ザ・サブマリナー | DC       |            |
| グリーンランタン                  | シルバーサーファー         | マーベル |            |
| キャットウーマン                  | エレクトラ                 | マーベル |            |
| ザ・フラッシュ                    | クイックシルバー（X-メン） | DC       | [ 注釈 1 ] |
| キャプテン・マーベル （シャザム） | マイティ・ソー             | マーベル |            |
| スーパーボーイ                    | スパイダーマン             | マーベル |            |
| ワンダーウーマン                  | ストーム（X-メン）         | マーベル |            |

マーベルの勝利で戦いが終わり、世界の破滅が近づいたとき、互いを認め合ったブラザーズは一つの存在に合一した。これによって、マーベルユニバースとDCユニバースは無かったものとなり、アマルガムユニバースが誕生した。
アクセス（Access、『マーベル VS DC』、『アマルガム』、『トータル・アクセス』の三つのミニシリーズのために作られ、DCとマーベルが共同で所有しているキャラクター）は、二つの世界を行き来し、ゲート・キーパーを勤めることとなった。
アマルガムユニバースの中で、アクセスとドクター・ストレンジフェイトの二人だけが、「世界はもともと二つだった」ということを覚えていた。アクセスは世界を元に戻そうとし、ドクター・ストレンジフェイトは、アマルガムユニバースを唯一のものとして守護しようとして争った。
しかし、DCユニバースの番人スペクターと、マーベルユニバースの多元宇宙を見守るリビング・トリビューナルの協力によって、完全な融合は寸前で食い止められていた。アクセスはそこにゲート・キーパーの力を注ぎ込み、アマルガムユニバースの分割に成功する。
だが、それに怒ったブラザーズ同士が直接、戦いを始めてしまう。互角の力を持ったブラザーズの全面衝突で全宇宙が破滅する寸前、アクセスがバットマンとキャプテン・アメリカをブラザーズの前に導いた。二人のヒーローの、壮絶でなおかつ高潔な人生を読み解いたブラザーズは和解し、全ては元に戻ったのである。

## タイトル

### 第一期（1996年）
- レジェンド・オブ・ダーククロー(Legend Of The Dark Claw)
- JLX
- アマゾン(Amazon)
- ドクター・ストレンジフェイト(Doctor Strangefate)
- アサシンズ(Assassins)
- スーパー・ソルジャー(Super Soldier)
- スピードデーモン(Speed Demon)
- ブルース・ウェイン：エージェント・オブ・シールド(Bruce Wayne, Agent Of S.H.I.E.L.D)
- X-パトロール(X-Patrol)
- スパイダーボーイ(Spider-Boy)
- バレッツ＆ブレスレッツ(Bullets & Bracelets)
- マグニートー＆マグネティックメン(Magneto & The Magnetic Men)

### 第二期（1997年）
- JLX　アンリッシュド(JLX Unleashed)
- ジェネレーション・ヘックス(Generation Hex)
- ダーククロー・アドベンチャーズ(Dark Claw Adventures)
- ロボ・ザ・ダック(Lobo The Duck)
- バットシング(Bat-Thing)
- スーパーソルジャー：マン・オブ・ウォー(Super Soldier:The Man Of War)
- チャレンジャーズ・オブ・ファンタスティック(Challengers Of The Fantastic)
- ソーリオン・オブ・ニューアスゴッズ(Thorion Of The New Asgods)
- アイアンランタン(Iron Lantern)
- エキサイティング・X・パトロール(Exciting X-Patrol)
- スパイダーボーイ・チームアップ(Spider-Boy Team-Up)
- マグネティックメン・フィーチャリング・マグニートー(Magnetic Men Featuring Magneto)

## キャラクター
モデルとなった組織などは存在するが、その構成は、歴史が異なるためか少し異なっている。

### ゲートキーパー
アクセス(Access)
オリジナルキャラクター。

### ヒーロー
ドクター・ストレンジフェイト(Doctor Strangefate)
ドクター・フェイト＋ドクター・ストレンジ＋プロフェッサーX
『ドクター・ストレンジフェイト』へ登場。
ウアトゥ(Uatu)
ガーディアンズ・オブ・ユニバース＋ウアトゥ・ザ・ウォッチャー
『スピードデーモン』へ登場。
マインド(Mind)
ミスター・マインド＋マスター・マインド
『マグネティックメン・フィーチャリング・マグニートー』へ登場。
ナイトスペクター(Night Spectre)
スペクター＋ナイトメア
『スピードデーモン』へ登場。
オール・ハイファーザー・オーディン(All Highfather Odin)
ハイファーザー＋オーディン
『ソーリオン・オブ・ニューアスゴッズ』へ登場。

#### オールスター・ウィナーズ・スコードロン
オールスター・ウィナーズ・スコードロン(All-Star Winners Squadron)。オールスター・スコードロン＋ジャスティス・リーグ＋オール・ウィナーズ・スクァッド。『スーパーソルジャー マン・オブ・ウォー』へ登場。

##### ジャッジメント・リーグ・アヴェンジャーズ
ジャッジメント・リーグ・アヴェンジャーズ(JUdgment League Avengers)。ジャスティス・リーグ・オブ・アメリカ＋アベンジャーズ。『JLX』へ登場。
スーパーソルジャー(Super-Soldier)
スーパーマン＋キャプテン・アメリカ
『JLX』『スーパーソルジャー』『スーパーソルジャー マン・オブ・ウォー』へ登場。
ダーククロー(Dark Claw)
バットマン＋ウルヴァリン
『レジェンド・オブ・ダーククロー』『JLX』『ブルース・ウェイン エージェント・オブ・シールド』へ登場。
スカルク(Skulk)
ソロモン・グランディ＋ハルク
『ドクター・ストレンジフェイト』へ登場。
エンジェルホーク(Angelhawk)
ホークマン＋アークエンジェル
『JLX』『JLX アンリッシュド』へ登場。
ホークアイ(Hawkeye)
三代目グリーンランタン＋ホークアイ
『JLX』『スパイダーボーイ チームアップ』へ登場。
キャプテン・マーベル
キャプテン・マーベル(シャザム)＋キャプテン・マーベル
『JLX』へ登場。
ゴライアス(Goliath)
グリーンアロー＋ゴライアス
『JLX』へ登場。
キャナリー(Canary)
ブラックキャナリー＋モッキンバード
『JLX』へ登場。
ホワイト・ウィッチ(White Witch)
ザターナ＋スカーレットウィッチ
『ドクター・ストレンジフェイト』へ登場。
デア(Dare)
デスストローク＋デアデビル
『アサシンズ』へ登場。
キャッツサイ(Catsai)
キャットウーマン＋エレクトラ
『アサシンズ』へ登場。
スパイダーボーイ(Spider-Boy)
スーパーボーイ＋スパイダーマン
『スパイダーボーイ』『スパイダーボーイ チームアップ』へ登場。
アイスバーグ(Iceberg)
アイス＋アイスマン
『JLX アンリッシュド』へ登場。
ジョン・ヘックス(Jono Hex)
ジョナ・ヘックス＋チャンバー
『ジェネレーション・ヘックス』へ登場。
スキンハンター(Skinhunter)
スカルプハンター＋スキン
『ジェネレーション・ヘックス』へ登場。
マダム・バンシー(Madame Banshee)
マダム44＋バンシー
『ジェネレーション・ヘックス』へ登場。
ホワイト・ホイップ(White Whip)
ホイップ＋ホワイト・クイーン
『ジェネレーション・ヘックス』へ登場。
ジョニー・ランダム(Jonnny Random)
ソニー・サンダー＋ランダム
『ジェネレーション・ヘックス』へ登場。
リトリビューション(Retribution)
ファイアヘアー＋ペナンス
『ジェネレーション・ヘックス』へ登場。
ロボ・ザ・ダック(Lobo The Duck)
ロボ＋ハワード・ザ・ダック
『ロボ・ザ・ダック』へ登場。
ゴールド・キドニー(Gold Kidney)
キドニー・レディ＋ゴールドスター
『ロボ・ザ・ダック』へ登場。
シルバーレーサー(SiLver Racer)
ブラックレーサー＋シルバーサーファー
『チャレンジャーズ・オブ・ファンタスティック』へ登場。
スパロー(Sparrow)
ロビン＋ジュビリー
『レジェンド・オブ・ダーククロー』へ登場。
ムーンウィング(Moon Wing)
ナイトウィング＋ムーンナイト
『ブルース・ウェイン エージェント・オブ・シールド』へ登場。

##### JLX
ジャスティス・リーグ・オブ・アメリカ＋Xメン。『JLX』へ登場。
ソーリオン(Thorion)
オリオン＋マイティ・ソー
『JLX』(名前のみ)『ソーリオン・オブ・ニューアスゴッズ』へ登場。
アポロ(Apollo)
レイ＋サイクロプス
『JLX』へ登場。
ファイアーバード(Firebird)
ファイア＋ジーン・グレイ
『JLX』へ登場。
アイアンランタン(Iron Lantern)
二代目グリーンランタン＋アイアンマン
『アイアンランタン』『スパイダーボーイ チームアップ』へ登場。
マーキュリー(Mercury)
インパルス＋クイックシルバー
『JLX』へ登場。
ナイトクリーパー(Nightcreeper)
クリーパー＋ナイトクローラー
『JLX』へ登場。
アクア・マリナー(Aquq Mariner)
アクアマン＋ネイモア・ザ・サブマリーナー
『JLX』『スーパーソルジャー マン・オブ・ウォー』へ登場。
アマゾン(Amazon)
ワンダーウーマン＋ストーム
『アマゾン』
ウィズ(Whiz)
ザ・フラッシュ（初代）＋ウィザー
『スーパーソルジャー マン・オブ・ウォー』『スパイダーボーイ チームアップ』へ登場。
スピードデーモン(Speed Demon)
ザ・フラッシュ＋ゴーストライダー
『スピードデーモン』『スパイダーボーイ チームアップ』へ登場。
アメリカン・ベル(American Belle)
リバティ・ベル＋ミス・アメリカ
『スーパーソルジャー マン・オブ・ウォー』へ登場。
レイス(Wraith)
オブシディアン＋ガンビット
『JLX』へ登場。
ランナウェイ(Runaway)
ジプシー＋ローグ
『JLX』へ登場。
ダイアナ・プリンス
ダイアナ・プリンス＋サイロック
『バレッツ&ブレスレッツ』へ登場。
トレバー・キャッスル
スティーブ・トレバー＋フランク・キャッスル
『バレッツ&ブレスレッツ』へ登場。

##### ツイン・トリガー
ツイン・トリガー(Twins Trigger)。トリガー・ツインズ＋オーロラ&ノーススター（アルファフライト→Xメン）。『ジェネレーション・ヘックス』へ登場。

##### チャレンジャーズ・オブ・ファンタスティック
チャレンジャーズ・オブ・ファンタスティック(Challengers Of The Fantastic)。チャレンジャーズ・オブ・ジ・アンノウン＋ファンタスティック・フォー。『チャレンジャーズ・オブ・ファンタスティック』へ登場。
リード・プロフ・リチャーズ(Reed Prof Richards)
プロフ＋リード・リチャーズ（Mr.ファンタスティック）
『チャレンジャーズ・オブ・ファンタスティック』へ登場。
スーザン・エース・ストーム(Susan Ace Storm)
エース＋スーザン・ストーム（インヴィジブル・ウーマン）
『チャレンジャーズ・オブ・ファンタスティック』へ登場。
ジョニー・レッド・ストーム(Jonny Red Storm)
レッド＋ジョニー・ストーム（ヒューマントーチ）
『チャレンジャーズ・オブ・ファンタスティック』へ登場。
ベン・ロッキー・グリム(Ben Rocky Grimm)
ロッキー＋ベン・グリム（ザ・シング）
『チャレンジャーズ・オブ・ファンタスティック』へ登場。

##### X-パトロール
X-パトロール(X-Patrol)。ドゥーム・パトロール＋X-フォース。『X-パトロール』へ登場。
ナイルズ・ケーブル
ドクター・ナイルズ＋ケーブル
『X-パトロール』へ登場。
ビーストリング(Beastling)
ビーストボーイ＋ビースト
『X-パトロール』へ登場。
ダイヤル・ハスク(Dial HUSK)
ダイヤル・H＋ハスク
『X-パトロール』へ登場。
エラスティガール(Elastigirl)
エラスティ・ガール＋ドミノ
『X-パトロール』へ登場。
ヒューマン・ランタン(Human Lantern)
初代グリーンランタン＋初代ヒューマン・トーチ
『スーパーソルジャー マン・オブ・ウォー』『X-パトロール』『アイアン・ランタン』『スパイダーボーイ チームアップ』へ登場。
フェロマン(Feroman)
フェロ＋コロッサス
『X-パトロール』へ登場。
ジェリコ(jericho)
『X-パトロール』へ登場。
シャッタースターファイア(Shatter Star Fire)
スターファイア＋シャッタースター
『X-パトロール』へ登場。
ブラザー・ブルード(Brother Brood)
ブラザー・ブラッド＋ブルード
『エキサイティング X-パトロール』へ登場。

#### リージョン・オブ・ギャラクティック・ガーディアンズ 2099
リージョン・オブ・ギャラクティック・ガーディアンズ 2099(Leginon Of Galactic Guardians 2099)。リージョン・オブ・スーパーヒーローズ＋ガーディアンズ・オブ・ギャラクシー。『スパイダーボーイ チームアップ』へ登場。
スパイダーボーイ(Spider-Boy)
スーパーボーイ＋スパイダーマン
『スパイダーボーイ』『スパイダーボーイ チームアップ』へ登場。
ヒューマン・ランタン(Human Lantern)
初代グリーンランタン＋オリジナル・ヒューマン・トーチ
『スーパーソルジャー マン・オブ・ウォー』『X-パトロール』『アイアン・ランタン』『スパイダーボーイ チームアップ』へ登場。
『JLX』へ登場。
アイアンランタン(Iron Lantern)
二代目グリーンランタン＋アイアンマン
『アイアンランタン』『スパイダーボーイ チームアップ』へ登場。
ホークアイ(Hawkeye)
三代目グリーンランタン＋ホークアイ
『JLX』『スパイダーボーイ チームアップ』へ登場。
ウィズ(Whiz)
ザ・フラッシュ＋ウィザー
『スーパーソルジャー マン・オブ・ウォー』『スパイダーボーイ チームアップ』へ登場。
スピードデーモン(Speed Demon)
ザ・フラッシュ＋ゴーストライダー
『スピードデーモン』『スパイダーボーイ チームアップ』へ登場。

### 敵
ミストレス・マキシマ(Mistress Maxima)
マキシマ＋ミステリオ
『JLX アンリッシュド』へ登場。
フィン・ファン・フレイム(Fin Fang Flame)
ブリムストーン＋フィン・ファン・フーム
『JLX アンリッシュド』へ登場。
ドクター・ボングフェイス(Doctor Bongface)
スカーフェイス＋ドクター・ボング
『ロボ・ザ・ダック』へ登場。
インポッシブル・ダゥグ(Impossible Dawg)
ダゥグ＋インポッシブルマン
『ロボ・ザ・ダック』へ登場。
バットシング(Bat-Thing)
マンバット＋マンシング
『バットシング』へ登場。
ジェイド・ノバ(Jade Nova)
ジェイド＋ノバ
『ドクター・ストレンジフェイト』へ登場。
ミクス(MYX)
ミスター・ミクスイェズピトウイック
『ドクター・ストレンジフェイト』へ登場。
アボミナイト(Abominite)
ヘルグラマイト＋アボミネーション
『ドクター・ストレンジフェイト』へ登場。
デッドアイ(Deadeye)
デッドショット＋ブルズアイ
『アサシンズ』へ登場。
リーサル(Lethal)
チーター＋クレイヴン・ザ・ハンター
『アサシンズ』へ登場。
ワイアード(Wired)
マンハンター＋ケーブル
『アサシンズ』へ登場。
グリーンゴブリン(Green Goblin)
トゥーフェイス＋グリーンゴブリン
『スピードデーモン』へ登場。
ロッキ・ディサード
デサード＋ロキ
『ソーリオン・オブ・ニューアスゴッズ』へ登場。
テラ-X(Terra-X)
テラ＋テラックス
『X-パトロール』へ登場。
キング・リザード(King Lazard)
キング・シャーク＋リザード
『スパイダーボーイ』へ登場。
インセクト・クイーン(Insect Queen)
メリー・ジェーン＋インセクト・クイーン
『スパイダーボーイ』へ登場。
ビッグ・タイタニア(Big Titania)
ビッグ・バルダ＋タイタニア
『バレッツ&ブレスレッツ』へ登場。
ウォー・モナーク(War Monarch)
モナーク＋ウォー・マシーン
『バレッツ&ブレスレッツ』へ登場。
シニストロン(Sinistron)
シネトロン＋ミスター・シニスター＋ニムロッド
『マグニートー&マグネティックメン』へ登場。
カジモドックス(Quasimodox)
カジモド＋モドックス
『マグネティックメン・フィーチャリング・マグニートー』へ登場。

#### レイザーメン
レイザーメン(Razormen)。シザーメン＋センチネルズ。『ジェネレーション・ヘックス』へ登場。
ラーズ・ア・ポカリプス(Ra's A Pocalypse)
ラーズ・アル・グール＋アポカリプス
『ジェネレーション・ヘックス』『ソーリオン・オブ・ニューアスゴッズ』へ登場。
ハイエナ(Hyena)
ジョーカー＋セイバートゥース
『レジェンド・オブ・ダーククロー』『ジェネレーション・ヘックス』(名前のみ)へ登場。
ドクタードゥームスデイ(Doctor Doomsday)
ドゥームスディ＋ドクター・ドゥーム
『X-パトロール』『チャレンジャーズ・オブ・ファンタスティック』『ジェネレーション・ヘックス』(名前のみ)へ登場。
バロン・ゼロ(Baron ZERO)
ミスター・フリーズ＋バロン・ジーモ
『ブルース・ウェイン エージェント・オブ・シールド』へ登場。
サノサイド(Thanoseid)
ダークサイド＋サノス
『バレッツ&ブレスレッツ』『ソーリオン・オブ・ニューアスゴッズ』へ登場。
オア・ザ・リビング・プラネット
オア＋イーゴ・ザ・リビングプラネット
『アイアンランタン』へ登場。
ビザネイジ(Bizarnage)
ビザロ＋カーネイジ
『スパイダーボーイ』へ登場。
マグニートー(Magneto)
ウィル・マグナス＋マグニートー
『マグニートー&マグネティックメン』へ登場。
ギャラクティアック(Galactiac)
ブレイニアック＋ギャラクタス
『チャレンジャーズ・オブ・ファンタスティック』『ジェネレーション・ヘックス』(名前のみ)へ登場。
ビッグ・クエスション(The Big Question)
リドラー＋キングピン
『アサシンズ』『ジェネレーション・ヘックス』へ登場。
グリーン・スカル(Green Skull)
レックス・ルーサー＋レッド・スカル
『スーパー・ソルジャー』『ジェネレーション・ヘックス』へ登場。

##### マグネティックメン
マグネティックメン(The Magneticmen)。メタルメン＋ブラザーフッド・オブ・イーヴル・ミュータント。『マグニートー&マグネティックメン』『マグネティックメン・フィーチャリング・マグニートー』へ登場。劇中ではヒーローの側の行動に出ることもある。
コバルト(Cobalt)
ゴールド＋マスター・マインド
『マグニートー&マグネティックメン』へ登場。
ニッケル(Nikckel)
マーキュリー＋クイックシルバー
『マグニートー&マグネティックメン』へ登場。
アイアン(Iron)
アイアン＋ウヌース
『マグニートー&マグネティックメン』へ登場。
アンチモニー(Antimony)
プラチナ＋ワプス
『マグニートー&マグネティックメン』へ登場。
ビスマス(Bismuth)
ティン＋トード
『マグニートー&マグネティックメン』へ登場。

#### シニスター・ソサエティ
シニスター・ソサエティ(The Sinsiter Societey)。シークレット・ソサエティ＋シニスター・シックス。『マグネティックメン・フィーチャリング・マグニートー』へ登場。
ソニックロウ(Soniklaw)
ソナー＋クロー
『マグネティックメン・フィーチャリング・マグニートー』へ登場。
ヴァンス・コスミック(Vance Cosmic)
コスミックボーイ＋ヴァンス・アストロ
『マグネティックメン・フィーチャリング・マグニートー』へ登場。
デスボーグ(Deathborg)
サイボーグ＋デスロック
『マグネティックメン・フィーチャリング・マグニートー』へ登場。
ブラックバルチャー(Black Vulture)
ブラックコンドル＋バルチャー
『マグネティックメン・フィーチャリング・マグニートー』へ登場。
ウルトラーメタロ(Ultra-Metallo)
メタロ＋ウルトロン
『スーパーソルジャー』『マグネティックメン・フィーチャリング・マグニートー』へ登場。

## 日本語版
2003年にジャイブより発売
- DC vs マーヴル ISBN 4-902314-07-X
- アマルガムコミックス ISBN 4-902314-12-6